# Silnice II/501
Silnice II/501 je silnice II. třídy v okrese Jičín. Vede z Libáně k silnici I/32. Dále peážuje po silnici I/32 do Jičína a po silnicí I/16 k Dřevěnicím, odkud vede opět samostatně přes Lázně Bělohrad do Hořic.

## Vedení silnice

### Okres Jičín
- Libáň, křížení s II/280
- Staré Hrady
- Sedliště
- Bystřice
- Střevač
- Bukvice
- Veliš
- peáž po I/32 a I/16
- Lužany
- Choteč
- Svatojanský Újezd
- křížení s železniční tratí 040
- Lázně Bělohrad
- Lukavec u Hořic
- Hořice